# Metaloznawstwo
Metaloznawstwo – nauka zajmująca się:
- strukturą
- składem chemicznym
- właściwościami
  - chemicznymi
  - fizycznymi
  - mechanicznymi

metali i ich stopów oraz powiązaniami między własnościami, strukturą i składem chemicznym w funkcji temperatury i obciążeń zewnętrznych. W badaniach tych metaloznawstwo korzysta z dorobku fizyki ciała stałego, chemii fizycznej, termodynamiki, mechaniki, krystalografii i innych dziedzin nauki.
Do metali używanych w technice należą:
- aluminium
- antymon
- beryl
- bizmut
- chrom
- cyna
- cynk
- kadm
- kobalt
- magnez
- mangan
- miedź
- molibden
- nikiel
- platyna
- rtęć
- srebro
- tytan
- wanad
- wolfram
- złoto
- żelazo

Do stopów stosowanych w technice należą:
- stopy żelaza z węglem
  - stal
  - staliwo
  - żeliwo
- stopy miedzi
  - miedź stopowa
  - brąz
  - miedzionikiel
  - mosiądz
- stopy aluminium
- stopy cyny
- stopy cynku
- stopy magnezu
- stopy niklu
- stopy ołowiu
- stopy łożyskowe